# 2024년 이스라엘의 이란 공습
2024년 4월 19일 오전 5시 23분(IRST), 이스라엘 공군은 이란 내 방공 시설을 목표로 공습을 시작했다. 제한된 공습은 이란 중부 이스파한 인근 공군기지의 방공 레이더 기지를 목표로 했다. 이스라엘 미사일은 목표물을 직접 타격한 것으로 보인다. 위성사진을 보면 지대공 미사일 포대가 손상되거나 파손된 것으로 나타났다. 베이스 자체에는 큰 손상이 없었다. 이번 공격은 이스라엘이 다마스쿠스 주재 이란 대사관을 폭파한 것에 대한 이란의 보복으로, 이란의 드론과 미사일 공격에 대응해 시작됐다.
이란 언론과 소셜미디어는 이란이 핵 시설, 드론 제조 시설, 주요 공군 기지를 갖고 있는 이스파한 인근에서 소규모 폭발이 발생했다고 보도했다. 이란 국영 언론은 이 지역 상공을 비행하던 이스라엘 드론이 이란 방공군에 의해 격추됐다고 전했다. 이란 관리 3명은 뉴욕타임스에 이스라엘이 연루됐다고 확인했다. 미국 관리들은 이스라엘 항공기에서 최소 3발의 미사일이 이란을 공격했다고 확인했다. 이란의 핵 시설에 대한 파업은 보고되지 않았다.
ABC 뉴스에 따르면 미국의 고위 관리는 이란 국경 너머에서 작전 중인 이스라엘 항공기가 나탄즈(Natanz) 핵시설을 경비하고 있는 대공방어 레이더 기지를 표적으로 삼아 세 발의 미사일을 발사했다고 말했다. 관계자는 또한 평가 결과 목표 지역이 성공적으로 파괴되었음을 시사했다고 밝혔다. 그는 또한 이번 공격의 목적은 긴장을 더 고조시키지 않고 이란과 이스라엘의 능력을 전달하는 것이라고 말했다. 이란 관리는 로이터 통신에 이번 폭발은 이스라엘 드론이 격추되면서 발생했으며 이란에 대한 미사일 공격은 없었다고 주장했다.

## 같이 보기
- 2024년 이란의 이스라엘 공습
- 이스라엘-하마스 전쟁
- 이스라엘-헤즈볼라 분쟁 (2023년~현재)
- 이란-이스라엘 대리 분쟁